# Trenton (New York)
Pour les articles homonymes, voir Trenton.
Trenton est une ville (town) située dans le comté d’Oneida, dans l’État de New York, aux États-Unis. Sa population s’élevait à 4 498 habitants lors du recensement de 2010, estimée à 4 551 habitants en 2017.

## Source
- (en) Cet article est partiellement ou en totalité issu de l’article de Wikipédia en anglais intitulé « Trenton, New York » (voir la liste des auteurs).

1. ↑  Henri-Jean Calsat (dir.), Dictionnaire multilingue de l'aménagement de l'espace: français-anglais-allemand-espagnol, Paris, Conseil international de la langue française, 1993, 1111 p. (ISBN 978-2-85319-245-3, BNF 36209642, lire en ligne), p. 663